# 重酒石酸コリン
重酒石酸コリン（じゅうしゅせきさんコリン、英: Choline bitartrate）は、化学式が[(CH
3)
3NCH
2CH
2OH]+
HOOC–CH(OH)–CH(OH)–COO−
で表される有機化合物である。
白色の結晶性粉末で、酸味がある。空気にさらされると吸湿性を示す。最近の文献では、天然型の酒石酸のコリン塩、すなわち、酒石酸水素コリンデキストロビタートレート、コリン(2R,3R)-酒石酸水素塩、またはコリンL-(+)-酒石酸水素塩と呼ばれる塩を指している。アセチルコリンの前駆体であり、抗うつ作用や肝機能向上を目的として医薬品やスマートドラッグに使用される。

## 化学的性質
重酒石酸コリンは、重酒石酸のコリン塩である。重酒石酸コリンは、第四級アンモニウム塩（(2-ヒドロキシエチル)トリメチルアンモニウム [(CH
3)
3NCH
2CH
2OH]+
）と重酒石酸塩（HOOC–CH(OH)–CH(OH)–COO−
）を含む。第四級アンモニウムカチオンは、アンモニウムの4つの水素原子すべてが有機基で置換されたカチオンである。コリンカチオンでは、アンモニウムの4つの置換基は、3つのメチル基（–CH
3）と1つの2-ヒドロキシエチル基（–CH
2CH
2OH）である。重酒石酸アニオンはキラルである（酒石酸の項を参照。左旋性、右旋性、メソ体が存在する）。

## 合成
重酒石酸コリンは、トリメチルアミン、エチレンオキシドおよび水の化学反応に続いて、酒石酸との反応によって合成することができる。
N(CH
3)
3 + CH
2CH
2O + H
2O → [(CH
3)
3NCH
2CH
2OH]+
OH−

[(CH
3)
3NCH
2CH
2OH]+
OH−
 + C
4H
6O
6 → [(CH
3)
3NCH
2CH
2OH]+
C
4H
5O−
6 + H
2O

## 用途
重酒石酸コリンは、サプリメント、食品添加物、栄養素、および脂肪肝改善薬として使用される。また、双極症や躁病に対する医薬品としても使用される（コリンの項を参照）。アルツハイマー病に対する重酒石酸コリン治療の効果に関するいくつかの偽薬による二重盲検試験では、患者の認知機能の一部に改善が示唆されている。

## 安全性
重酒石酸コリンは可燃性である。燃焼すると、一酸化炭素（CO）、二酸化炭素（CO
2）、窒素酸化物（NO、NO
2）などの有毒ガスを放出する可能性がある。強酸化剤と激しく反応することがある。
この化合物の毒性は、コリン自体の毒性と類似しており、かなり低く、サプリメントとして使用されている。ヒトのLD50値は、200〜400グラム（コリンとして）と推定されている。それにもかかわらず、重酒石酸コリンは、皮膚から吸収されると有害な場合がある。皮膚、目、呼吸器系、消化器系への刺激を引き起こす可能性がある。高用量を飲み込むと、めまい、吐き気、嘔吐、下痢、および体からのトリメチルアミン排泄による腐った魚のような体臭（トリメチルアミンはコリンの代謝物質である）を引き起こす可能性がある。高用量の重酒石酸コリンを使用している患者において、うつ病またはその症状の増加が報告されている。重酒石酸コリンが適切に使用される場合、有害な影響が発生する可能性は低い。